# Playtesting
El "Playtesting" és l'activitat més important en un procés de disseny de jocs, i, irònicament, és una que els dissenyadors entenen menys. La idea errònia habitual és que el "Playtesting" només consisteix en jugar el joc i recopilar comentaris. És més que això, i el que millora la sessió de "Playtesting és l'investigador d'usuaris de jocs. La prova de joc implica l'observació sistemàtica en condicions controlades per determinar com la gent juga el joc. La forma en què es realitza una bona sessió de "Playtesting" és molt similar a les proves d'usabilitat, però prestant atenció a molts altres aspectes que impliquen l'experiència de l'usuari del jugador, els problemes d'usabilitat del joc, el funcionament del joc, entre d'altres. La prova de joc, com a tècnica exploratòria, hauria d'ajudar a respondre la pregunta: "Com respondria el jugador final al nostre joc en condicions realistes?".

## Propòsit i problemes

### Què estem estudiant amb "Playtesting"?
- Experiència d'usuari - com fa sentir a l'usuari?

- Comportament de l'usuari/ interaccions - Que fa?

### Quin tipus de mètode és?
- El "Playtesting" respon preguntes de què i perquè, però no de quantitat.
- Es basa més en qualitat i comportament

### Estructura experimental
1. Context
2. Problema/Qüestió/Hipòtesis
3. Concepte/Marc teòric
4. Mesures
5. Mètodes
6. Anàlisi de resultats
7. Conclusions
8. Informes

### d) Conceptes més comuns que hauríem d'estudiar en una sessió de "Playtesting"
En el "Playtesting", els investigadors hauran de buscar un conjunt ampli de problemes potencials. Aquest son alguns conceptes que poden crear algunes preguntes d'investigació.
- Balanç i mecàniques. Les mecàniques hauran de funcionar com s'espera, el videojoc ha de ser just amb els diferents tipus de personatges en el cas que tinguin diferents atributs.

- Estètiques i narrativa. Es la història i els elements narratius molt pretensiosos? Són els personatges dissenyats per semblar reals?

- Interfície visual usable. Són els usuaris capaços d'interactuar amb l'interfície per fer tasques?

- Usabilitat dels controls. Cada joc te'l seu propi mapeig de controls. Són essencials per porta al jugador a un control còmode.

- Emocions. És el jugador frustrat o avorrit? Que expressió podem veure al seu rostre?

- Motor. Quanta habilitat física demana al joc al jugador.

- Cognició. El jugador ha de ser capaç de resoldre els desafius cognitius que és plantegen.

## Desavantatges
Els riscos més perillosos amb playtesting és que la versió del playtest del joc podria ser alliberada sobre la internet, particularment si és un videojoc o alguna cosa presentada en un format de PDF. Hi ha maneres d'impedir això; per exemple, requerint tots els jugadors iniciar sessió als servidors del joc en començar, o implementant altres formes de DRM.
Fins i tot si el joc no és filtrat, detalls pel que fa al seu gameplay encara ho poden ser. Probablement en el transcurs d'un playtest, fins i tot un on testers va signar un contracte de confidencialitat, alguns detalls seran filtrats al Web. Això és un risc important per empreses desitjant conservar el secretisme, particularment en nacions on hi ha cap manera d'impedir filtracions d'ocórrer.